# Frano Kršinić

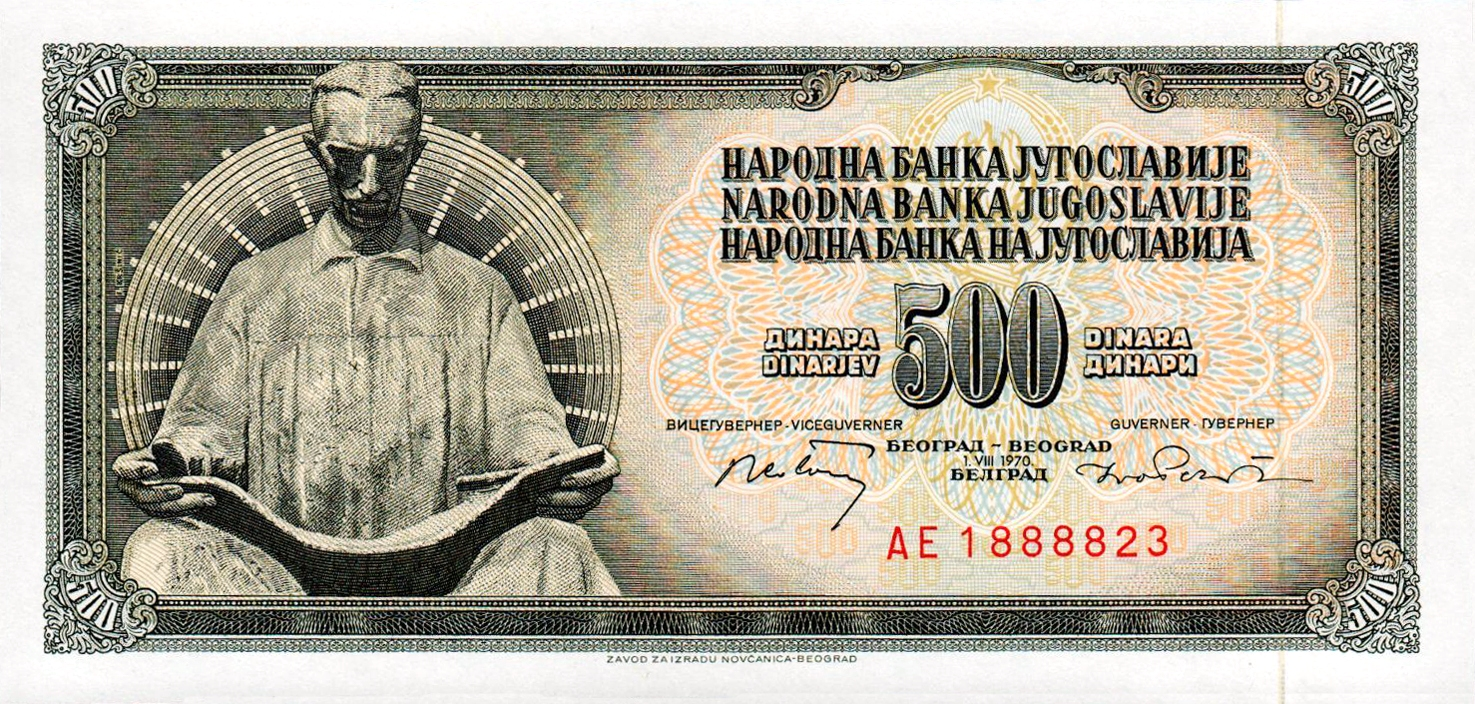
Jugoslawische Banknote mit Kršinićs Tesla-Statue

Frano Kršinić (* 24. Juli 1897 in Lumbarda, Korčula; † 1. Januar 1982 in Zagreb) war ein jugoslawischer Bildhauer, der in Bronze, Stein und Marmor arbeitete. Neben Ivan Meštrović und Antun Augustinčić war Kršinić einer der bekanntesten kroatischstämmigen Bildhauer des 20. Jahrhunderts. Er war Mitglied der Jugoslawischen Akademie der Wissenschaften und Künste. Als Professor an der Akademie der bildenden Künste der Universität Zagreb und Leiter der Meisterwerkstatt erzog er Generationen junger Bildhauer. Sein bekanntestes Werk ist die Bronzestatue des Nikola Tesla an den Niagarafällen im US-amerikanischen Bundesstaat New York, die auch Motiv jugoslawischer Dinar-Banknoten war.

## Leben
Kršinić erhielt seine ersten Lehren in der Steinmetzkunst von seiner Familie in seiner Heimatstadt Lumbarda. Später studierte er Bildhauerei an der Handwerksschule von Korčula. Das Studium setzte Kršinić in der Tschechoslowakei fort. Von 1913 bis 1917 an Steinmetzschule in Hořice v Podkrkonoší sowie von 1917 bis 1921 an der Kunstakademie von Prag bei Josef Václav Myslbek und Jan Štursa. Kršinić wurde 1924 Professor an der Akademie der bildenden Künste der Universität Zagreb und 1947 Leiter der dortigen Meisterwerkstatt. Er war einer der Gründer der Kunstgruppe Zemlja (die er 1930 verließ) und Mitglied der Unabhängigen Gruppe kroatischer Künstler. Seit 1949 war er Mitglied der Jugoslawischen Akademie der Wissenschaften und Künste. Für sein Lebenswerk erhielt er 1961 den Vladimir-Nazor-Preis.

## Werk
Kršinić brach mit der Tradition des akademischen Realismus, den ornamentalen Formen des Jugendstils und der nationalen Romantik der Gruppe „Medulić“, deren Hauptvertreter Ivan Meštrović war, und baute er seinen eigenen Ausdruck auf. In einer Reihe von Werken gelang es ihm, die Elemente von Štursas Kunst in der Idee und Komposition von Motiven und Aristide Maillols Formensynthese kreativ zu assimilieren, nahe an den Klassikern und dem Geist der mediterranen Tradition.
Er modellierte Statuen, durch die Formen und Bewegungen zu harmonischen plastischen Ganzen verbunden werden, und erzielte die höchsten Erfolge bei lyrischen weiblichen Akten und figürlichen Kompositionen. Durch die Zusammenfassung der künstlerischen Elemente, der ruhigen Linie, der ausgewogenen Massenkonstruktion, der Idealisierung und Spiritualisierung der Form drückt es die Sanftheit der Mutterschaft, die Schönheit der Jugend und die Erotik des weiblichen Körpers aus.
Er fertigte zahlreiche repräsentative Denkmäler aus Stein und Bronze (Frane Bulić, Zagreb, 1935; Nikola Tesla, Gospić, 1981), Denkmäler (in Sisak, Grubišno Polje, Dubrovnik, Bakar, Zagreb), Grabsteine (in Zagreb und Dubrovnik), Porträts, Selbstporträts, Büsten (Ante Starčević, Joza Kljaković), Figuren von Theaterkünstlern in der Lobby des kroatischen Nationaltheaters in Zagreb (Vatroslav Lisinski, Dimitrije Demeter, Ivan Zajc) und Reliefs (Ribari, 1947).
Gemeinsam mit Antun Augustinčić gestaltete er 1955 in Addis Abeba den Obelisken des Yekatit-12-Denkmal mit Bronzeskulpturen. Auf den Denkmälern hielt er eine stärkere, ausdrucksstärkere Geste eines Schnitts und einer flachen Oberfläche in der Nähe von Antoine Bourdelles Design und Meštrovićs Pathos. Seine Sensibilität drückte sich auch in Terrakotta-Kompositionen aus.

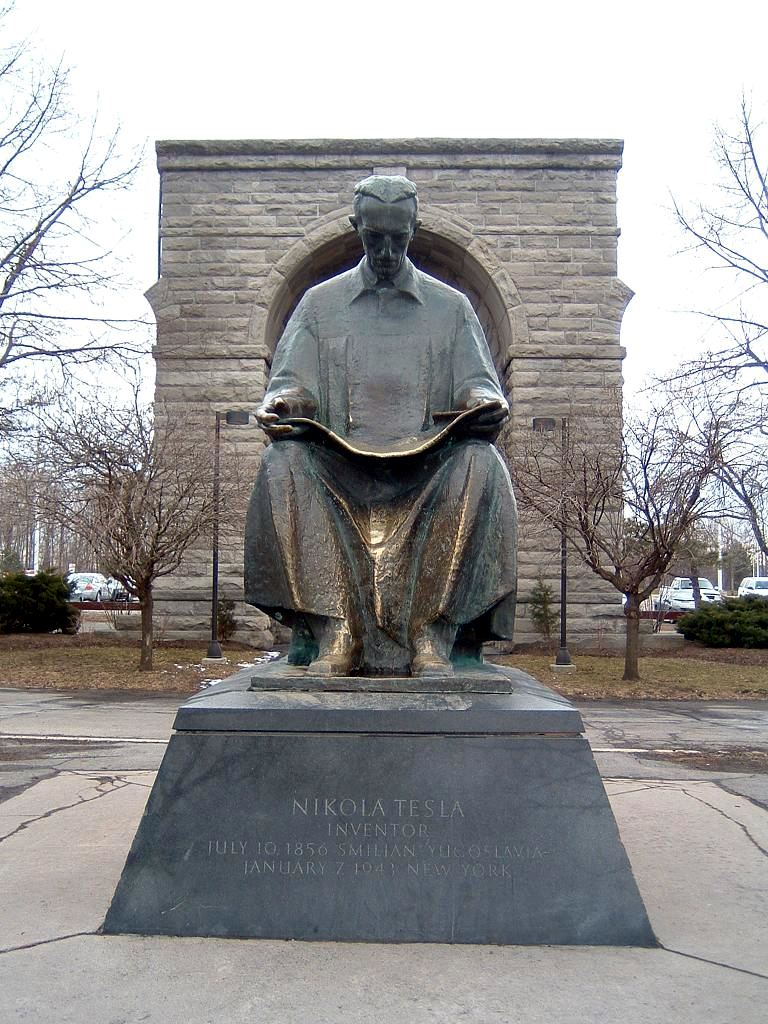
Kršinićs Statue des Nikola Tesla an den Nigarafällen
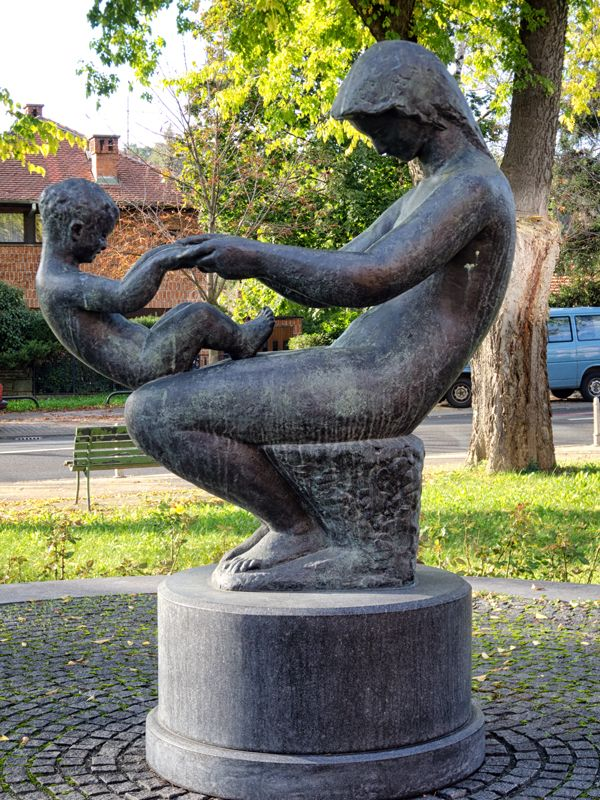
Majčina igra (Mutters Spiel, 1942) in Zagreb
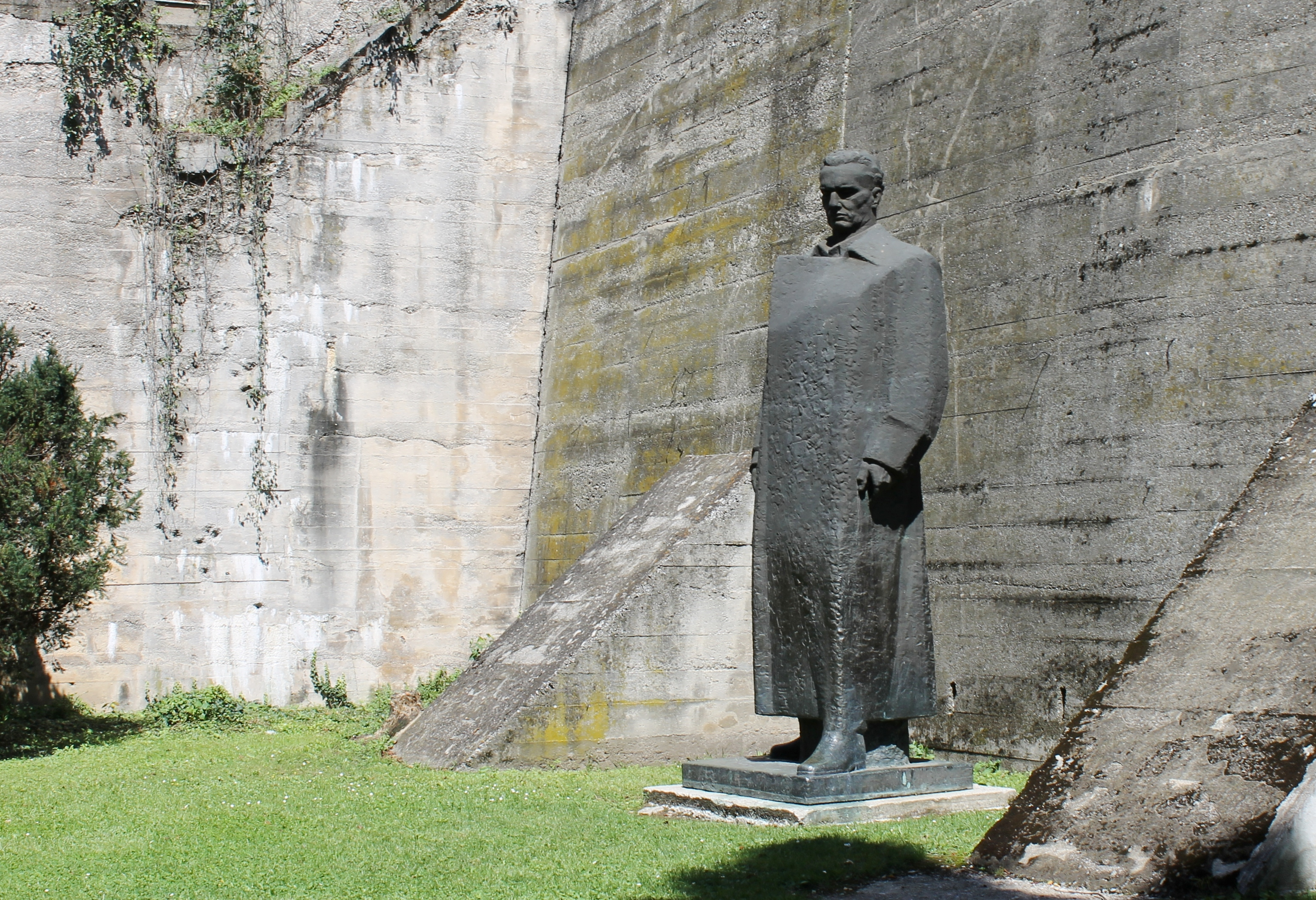
Tito-Denkmal in Užice
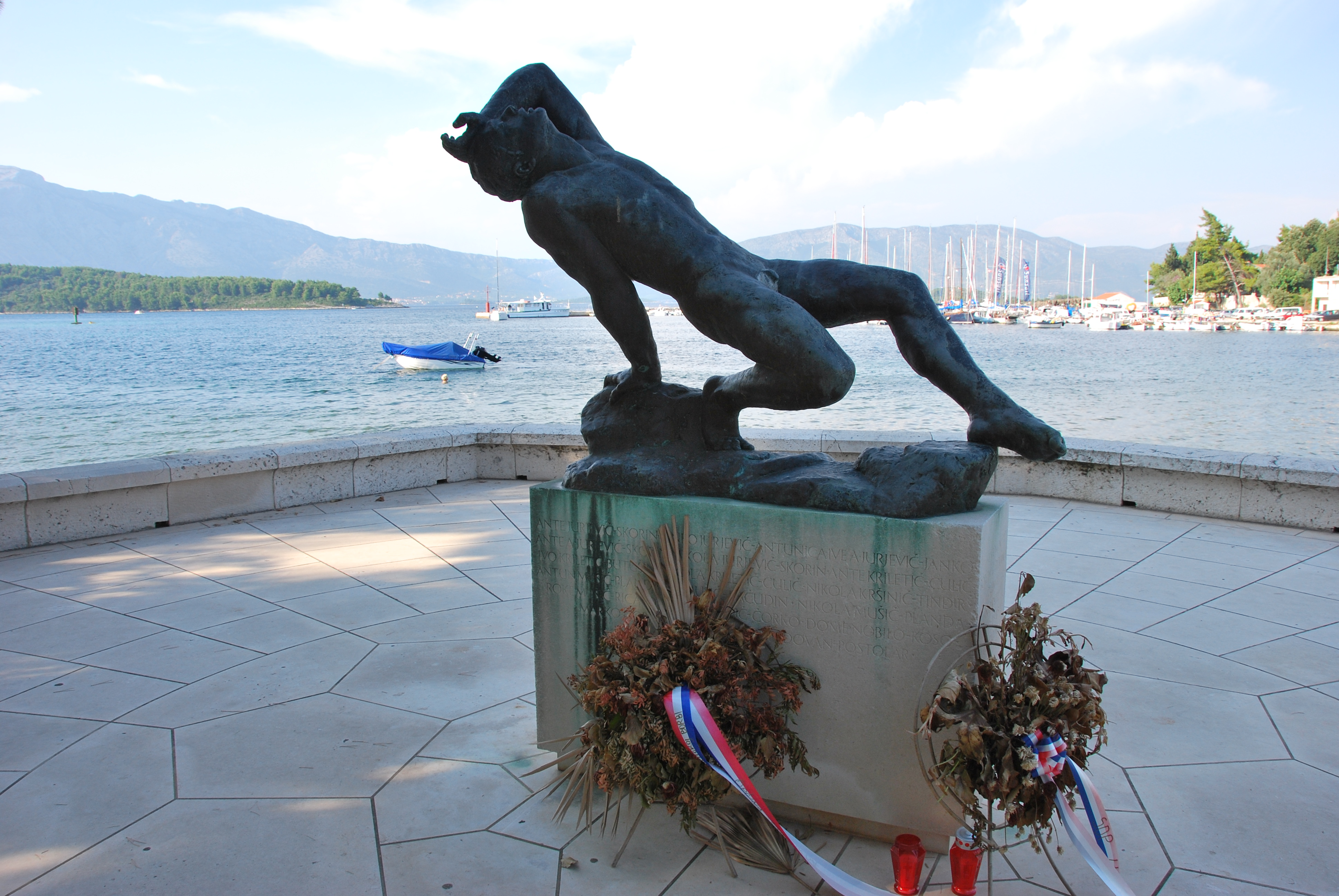
Ranjeni borac (Verletzter Kämpfer), Partisanendenkmal auf Lumbarda
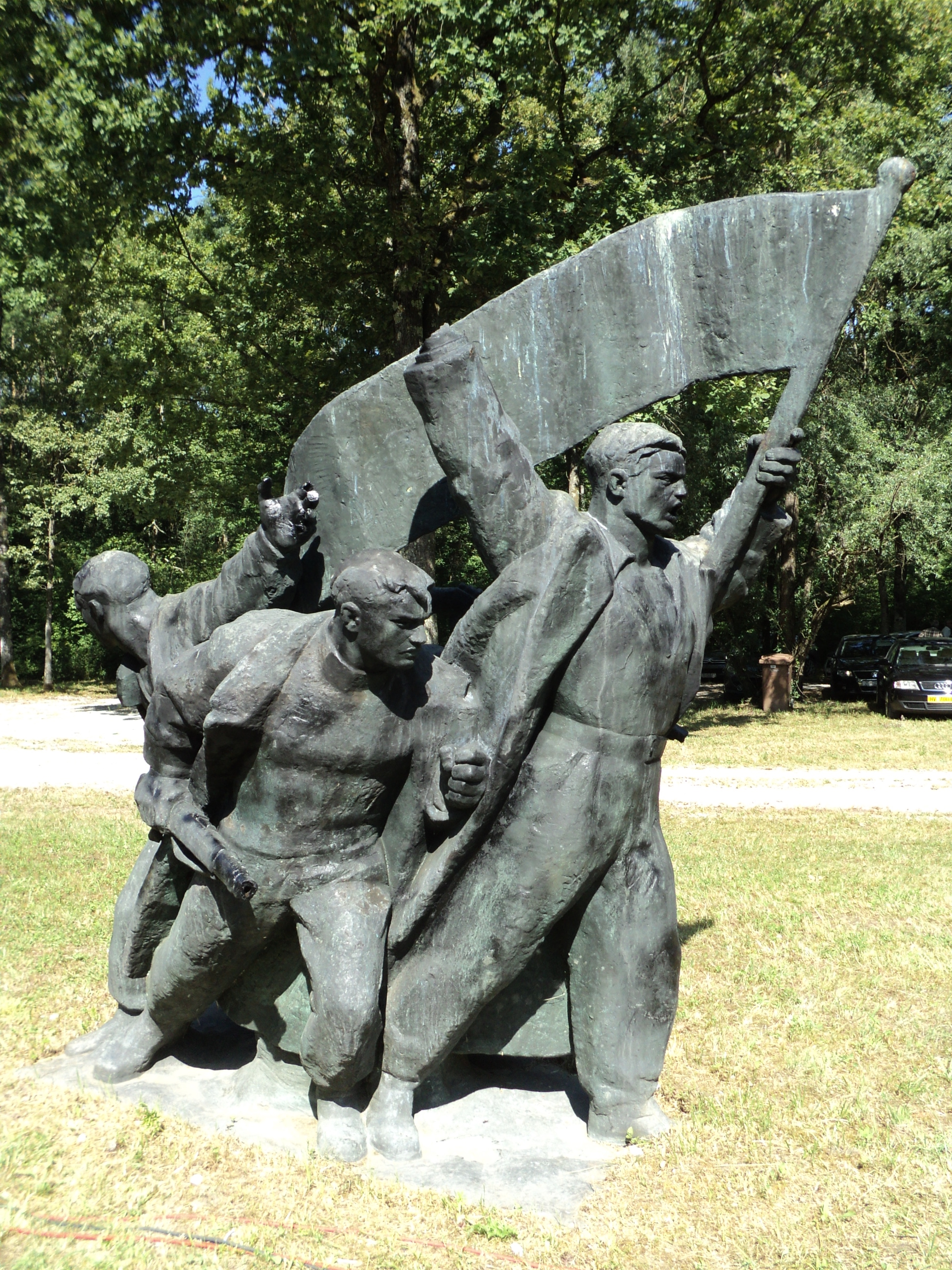
Bronzedenkmal Ustanak (Aufstand) für die Sisaker Partisanenabteilung im Brezovica-Gedenkpark (1955)
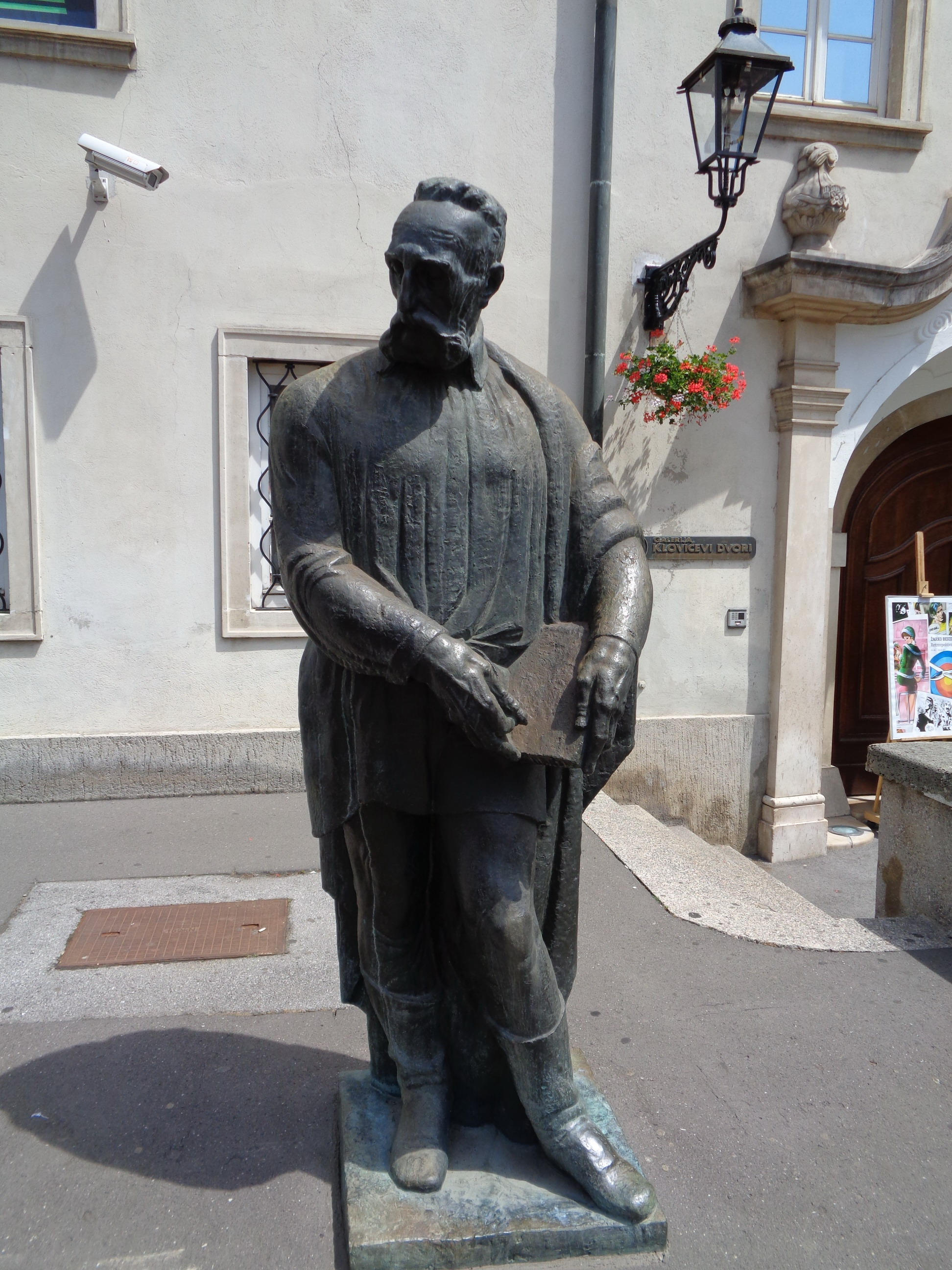
Statue des Giulio Clovio in Zagreb
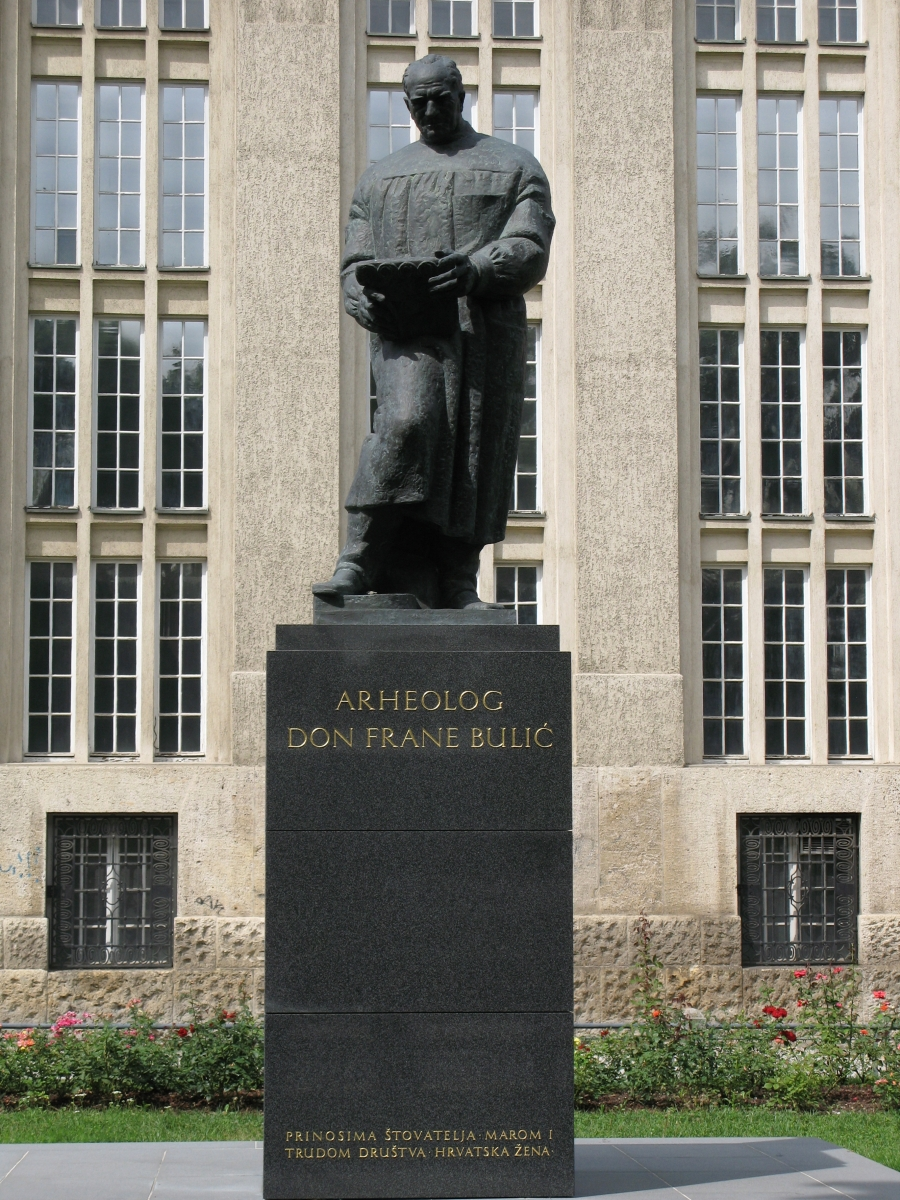
Denkmal für Frane Bulić in Zagreb (1935)

## Quelle
- Kršinić, Frano. In: Hrvatska enciklopedija. Leksikografski zavod Miroslav Krleža, abgerufen am 17. November 2020 (kroatisch).